# Batelov
Batelov (en allemand : Battelau) est un bourg (městys) du district de Jihlava, dans la région de Vysočina, en République tchèque. Sa population s'élevait à 2 443 habitants en 2024.

## Géographie
Batelov se trouve à 7 km au nord-ouest de Třešť, à 17 km au sud-ouest de Jihlava et à 110 km au sud-est de Prague.
La commune est limitée par Rohozná et Dolní Cerekev au nord, par Třešť, Růžená et Řídelov à l'est, par Řásná au sud, et par Horní Dubenky, Horní Ves, Švábov à l'ouest, et pat Horní Cerekev au nord-ouest.

## Histoire
La première mention écrite du village date de 1279. La commune a le statut de bourg (městys) depuis le 23 avril 2008.

## Administration
La commune se compose de cinq sections :
- Batelov
- Bezděčín
- Lovětín
- Nová Ves
- Rácov

## Transports
Par la route, Batelov se trouve à 7,5 km de Třešť, à 19,5 km de Jihlava et à 138 km de Prague.